# جیمز گورمن

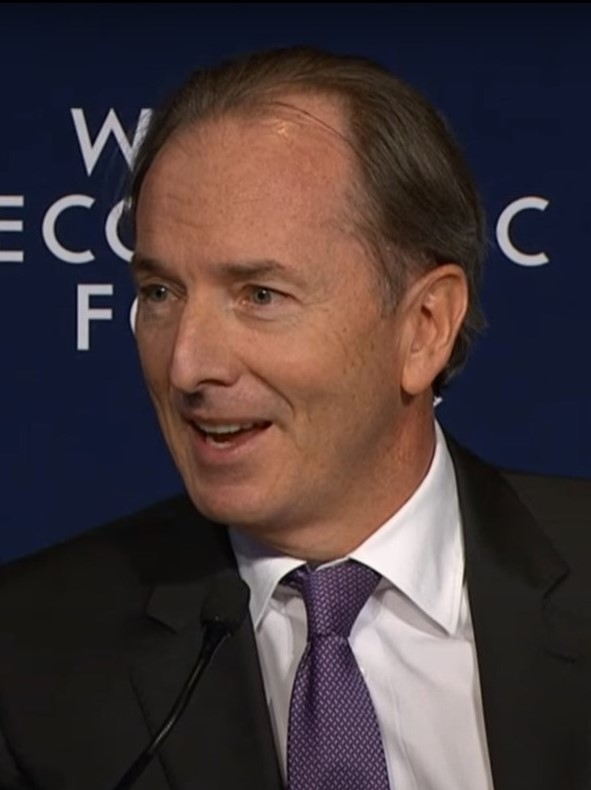
James pg gorman

جیمز پی. گورمن (به انگلیسی: James P. Gorman) متخصص مالی، بانکدار و مدیر ارشد اجرایی استرالیایی-آمریکایی است، که از سپتامبر ۲۰۱۱ به‌عنوان رئیس هیئت مدیره و از ژانویهٔ ۲۰۱۲ نیز به‌عنوان مدیر عامل اجرایی شرکت خدمات مالی مورگان استنلی فعالیت می‌کند.